# HD 117440
HD 117440 (d Centauri) é uma estrela binária na constelação de Centaurus. Tem uma magnitude aparente visual de 3,88, sendo visível a olho em locais sem poluição luminosa excessiva. Com base em medições de paralaxe do satélite Hipparcos, está localizada a uma distância de aproximadamente 910 anos-luz (280 parsecs) da Terra, com uma incerteza grande de cerca de 120 anos-luz (40 pc).
O sistema d Centauri é composto por duas estrelas de classe G, uma gigante luminosa e outra gigante, com tipos espectrais de G8II e G9III e magnitudes aparentes de 4,64 e 5,03. Estão orbitando o centro de centro de massa do sistema com um período orbital de 78,7 anos, semieixo maior de 0,1647 segundos de arco e excentricidade orbital de 0,46. A massa total do sistema, estimada a partir da terceira lei de Kepler, é de 15,46 ± 7,56 vezes a massa solar.